# District de Kuala Penyu
Le district de Kuala Penyu (malais : Daerah Kuala Penyu) est un district administratif de l'État malaisien de Sabah, qui fait partie de la Division de l'Intérieur. La capitale du district est dans la ville de Kuala Penyu.

### Liens connexes
- Districts de Malaisie